# Chiemgau-Arena
Chiemgau-Arena, tidigare Stadion am Zirmberg, är en skidsportsanläggning i Ruhpolding i Tyskland, mest känd som arena för skidskytte. Anläggningen öppnades 1964 och anordnar tävlingar i skidskyttevärldscupen varje år, samt nordisk kombination. Intill skidskytteanläggningen ligger nämligen en backhoppsanläggning. Chiemgau-Arena är Tysklands näst största skidskytteanläggning, näst efter DKB-Ski-Arena Oberhof.
De svenska skidskyttarna tillbringade tidigare mycket tid i Ruhpolding, då den tidigare svenska landslagstränaren, Wolfgang Pichler, kommer från byn. Pichlers bror, Claus Pichler, är borgmästare där.

## Anläggningen
Anläggningen renoverades under 2010 och har läktare med plats för cirka 10 000 personer. Banans högsta punkt är 749 meter över havet och den brantaste stigningen har 20 procents lutning.

## Evenemang
Tävlingar i skidskyttevärldscupen har arrangerats på Chiemgau-Arena sedan 1980. Man har även haft världsmästerskapen i skidskytte fyra gånger hittills: 1979, 1985, 1996 och 2012.

## Hoppbackarna
I Chiemgau-Arena finns fem hoppbackar. De två största backarna har K-punkt 115 meter och backstorlek (Hill size 115 meter) (Grosse Zirnbergschanze, invigd 1962, ombyggd 1980 och 1999) och K-punkt 90 meter med backstorlek 100 meter (Toni Plenk-Schanze, invigd 1968). Vidare finns tre mindre backar med K-punkt 65, 40 och 20 meter. En deltävling i världscupen i backhoppning arrangerades i Chiemgau-Arena 13 december 1992. Tävlingar i världscupen i nordisk kombination avhölls i Chiemgau 2007 och 2009.

### Viktiga backhoppstävlingar i Chiemgau-Arena
| Datum            | Vinnare               | Andra plats                | Tredje plats              | Tävling   |
| ---------------- | --------------------- | -------------------------- | ------------------------- | --------- |
| 13 december 1992 | Stephan Zünd, Schweiz | Werner Rathmayr, Österrike | Didier Mollard, Frankrike | Världscup |